# Braunstirn-Brillenvanga
Der Braunstirn-Brillenvanga (Prionops scopifrons) oder Braunstirn-Brillenwürger ist eine Vogelart aus der Unterfamilie der Brillenwürger (Prionopinae) innerhalb der Familie der Vangawürger (Vangidae). Der Artzusatz kommt von lateinisch scopa ‚Besen‘ und lateinisch frons, frontis ‚Stirn‘.

## Merkmale
Die Vögel sind 16–18 cm groß und wiegen 20–40 g. Sie sind somit die kleinsten Vertreter der Brillenwürger. Die Nominatform hat eine kleine kastanienbraune Haube auf der Stirn, der vordere Scheitel ist hellgrau, die Zügel sind weiß, die Schnabelbasis kinnseitig ist manchmal weißlich, der hintere Scheitelteil, Nacken und übrige Kopf mit Ohrdecken und Wangen ist schwärzlich-grau, die Oberseite blasser grau mit etwas Braun, Steuerfedern und äußere Handschwingen sind schwärzlich. Die Handschwingen tragen eine breite weiße Binde mittig, die inneren Flügeldecken sind grau, die Schwanzoberseite leicht glänzend schwarz mit breiten weißen Spitzen an den äußeren Federn, nach innen zu abnehmend, so dass die innersten Federn nur schmale weiße Spitzen haben. Die Kehle ist dunkelgrau, die Brust grau, Bauch bis Unterschwanzdecken ist weiß, die Flügelunterseite grau. Die Iris ist gelb mit rot-orangem Augenring, die ungefiederte Haut hinter dem Auge ist purpurfarben. Auffallend ist der breite blau-graue Augenring mit gewelltem Rand. Der Schnabel ist rot mit orange-gelber Spitze, die Beine sind rot.
Die Geschlechter unterscheiden sich kaum, das Weibchen ist etwas blasser gefärbt. Jungvögel sind graubraun, an der Oberseite blasser, haben einen weißen Scheitel, einen braunen Kopf, weiße Flecken auf der Oberseite und den Flügeln, sind auf der Unterseite weiß gebändert, auch haben sie kein Kastanienbraun an der Stirn, die Augen sind braun, Schnabel und Beine sind orange.
Die Art unterscheidet sich vom Dreifarben-Brillenvangas (Prionops retzii) hauptsächlich durch die geringere Größe, das grauere Gefieder mit kastanienbrauner Haube und blaugrauem, nicht rotem Augenring, sieht wie ein „ausgewaschener“ Dreifarb-Brillenvanga aus.

## Stimme
Die Art wird als ruffreudig mit zahlreichen, dem im gleichen Lebensraum vorkommendem Dreifarben-Brillenvangas (Prionops retzii) ähnlichen Lautäußerungen wie trillernde Rasselgeräusche „trrrrrrrrrrrrrrrrrrrt  trrrrrrrrrrrrt“ beschrieben. Der typische Ruf sind nasale Kratzlaute, die an den Kleinen Honiganzeiger (Indicator minor) erinnern. Typisch ist auch das Schnabelschnappen.

## Verbreitung
Die Vogelart kommt küstennah in Südostafrika vor. Sie ist aus folgenden Ländern bekannt: Kenia, Mosambik, Simbabwe, Somalia und Tansania.

### Geografische Variation
Es werden folgende Unterarten anerkannt:
- P. s. kirki ([[William Lutley Sclater|W. L. Sclater]], 1924), – Süd-Somalia, Ost-Kenia und Nordost-Tansania, blasser und brauner, Stirn blasser und stärker abgesetzt, ebenso die blasse Kehle gegen die dunkleren Wangen, kein Weiß an den Zügel und am Kinn, Flügelbinde weniger deutlich
- P. s. keniensis ([[Victor Gurner Logan van Someren|Van Someren]], 1923), – Zentral-Kenia, größer, keine hellgraue Stirn, Flügelbinde fehlend bis angedeutet
- P. s. scopifrons (Peters, 1854), Nominatform – Südost-Tansania bis Simbabwe und Mosambik

## Lebensweise
Der Lebensraum umfasst Tiefland und Galeriewald, seltener Dickicht und Mangroven oft unter 500, aber bis 1200 m Höhe in Küstennähe.
Dieser Brillenwürger ist überwiegend ein Standvogel, außerhalb der Brutzeit kann es zu regionalen Wanderungen kommen.
Die Nahrung besteht hauptsächlich aus Insekten wie Ameisenjungfern, Käfern, Raupen, Heuschrecken und Schmetterlingen, aber auch aus Spinnentieren, kleinen Wirbeltieren oder Früchten, die auf allen Waldebenen gesucht werden, bevorzugt in kleinblättrigen Bäumen. Mitunter jagt die Art auch meisenartig kopfüber, häufiger wird die Beute im Fluge erwischt.
Dieser Brillenvanga lebt und jagt in Gemeinschaften von 3–13 Vögeln während der Brutzeit, sonst kann die Gruppe deutlich größer sein, im Winter oft auch zusammen mit Dreifarben-Brillenvangas und seltener Weißschopf-Brillenvangas (Prionops plumatus), aber auch
zusammen mit dem Baumhopf (Phoeniculus purpureus).
Die Brutzeit liegt zwischen Dezember und Juli, hauptsächlich zwischen Januar und April im Norden und zwischen Oktober und Dez im Süden des Verbreitungsgebietes. Gemeinschaftliches Brüten („co-operative breeding“) ist die Regel, auch wird das Territorium gemeinsam verteidigt. Das einzeln stehende Nest wird von der Gruppe in im Mittel 12 m Höhe in einem großen Baum angelegt. Das Gelege besteht aus 3 Eiern, die auch gemeinsam bebrütet und gegen Nesträuber verteidigt werden.

## Gefährdungssituation
Der Bestand gilt als „nicht gefährdet“ (Least Concern).